# Presidenti del Consiglio regionale della Borgogna
Il presidente del Consiglio regionale della Borgogna (in francese Présidente du conseil régional de Bourgogne) era il capo del governo dell'ex regione francese della Borgogna e il capo del suo Consiglio regionale.
Con la riforma delle regioni, a partire dal gennaio 2016 le sue funzioni sono assunte dal presidente del Consiglio regionale della Borgogna-Franca Contea.

## Elenco
| Mandato                          | Presidente | Presidente          | Partito | Partito                                                  |
| -------------------------------- | ---------- | ------------------- | ------- | -------------------------------------------------------- |
| 7 gennaio 1974 – 30 gennaio 1978 |            | Jean Chamant        |         | Repubblicani Indipendenti                                |
| 30 gennaio 1978 – 9 ottobre 1979 |            | Marcel Lucotte      |         | Unione per la Democrazia Francese – Partito Repubblicano |
| 1979–1982                        |            | Pierre Joxe         |         | Partito Socialista                                       |
| 25 ottobre 1982 – 20 maggio 1983 |            | André Billardon     |         | Partito Socialista                                       |
| 20 maggio 1983 – 15 aprile 1985  |            | Frédéric Lescure    |         | Centro dei Democratici Sociali                           |
| 15 aprile 1985 – 10 aprile 1989  |            | Marcel Lucotte      |         | Unione per la Democrazia Francese – Partito Repubblicano |
| 10 aprile 1989 – 27 marzo 1992   |            | Raymond Janot       |         | Unione per la Democrazia Francese                        |
| 1º aprile 1992 – 17 aprile 1993  |            | Jean-Pierre Soisson |         | Movimento dei Riformatori                                |
| 17 aprile 1993 – 1º aprile 1998  |            | Jean-François Bazin |         | Raggruppamento per la Repubblica                         |
| 1º aprile 1998 – 2 aprile 2004   |            | Jean-Pierre Soisson |         | Democrazia Liberale                                      |
| 2 aprile 2004 – 31 dicembre 2015 |            | François Patriat    |         | Partito Socialista                                       |